# Orubesa
Orubesa là chi bọ cánh cứng trong họ Scarabaeidae. Chúng là đại diện duy nhất của Dynamopodinae.

## Phân bố
Các loài trong chi này hiện diện tại miền bắc châu Phi và Trung Á. Chỉ duy nhất loài Orubesa athleta (syn. Dynamopus athleta) được tìm thấy ở Nga.
- Orubesa ata
- Orubesa athleta
- Orubesa gladiator
- Orubesa linnavuorii
- Orubesa luctator
- Orubesa perforata
- Orubesa plicifrons
- Orubesa sudanicus